# 朴信浩
朴 信浩（ハングル：박신호、パク シンホ、1963年 - ）は、日本の映画監督。

## 概要
近畿大学法学部卒業。
元は朝鮮総連系の学生組織で活動していたという人物であった。それが北朝鮮の拉致問題への対応に嫌悪感を持ち、北朝鮮を批判する立場の人間となっている。
『ドキュメント 拉致』という北朝鮮による日本人の拉致問題を追った映画の製作では、監督を務めた。この映画の製作に当たっては、拉致被害者が拉致された現場や、北朝鮮の工作船などが展示されている海上保安資料館 横浜館などに赴いてロケを実施した。荒木和博へのインタビューも行う。
日本第一党の統一教会との戦いを記録する映画の製作でも監督を務めた。